# Abrocomes
Abrocomes o  Abrocomas (en griego: Ὰβροκόμης, romanizado: Abrokómas') era un hijo del  rey aqueménida Darío I el Grande (521 a. C.-485 a. C.) y de Frataguna, hija de su hermano Artanes. Según Heródoto, nuestra única fuente, murió junto a su hermano Hiperantes durante la batalla de las Termópilas.

## Cita
Heródoto, Historias 7, 224. Traducción de Bartolomé Pou (1727–1802), en Wikisource:

En el calor del choque, rotas las lanzas de la mayor parte de los combatientes espartanos, iban con la espada desnuda haciendo carnicería en los persas. En esta refriega cae Leonidas peleando como varón esforzado, y con él juntamente muchos otros famosos espartanos, y muchos que no eran tan celebrados, de cuyos nombres como de valientes campeones procuré informarme, y asimismo del nombre particular de todos los trescientos. Mueren allí también muchos persas distinguidos e insignes, y entre ellos dos hijos de Darío, el uno Abrocomas y el otro Hiperantes, a quienes tuvo en su esposa Frataguna, hija de Artanes, el cual, siendo hermano del rey Darío, hijo de Histaspes y nieto de Arsames, cuando dio aquella esposa a Darío, le dio con ella, pues era hija única y heredera, su casa y hacienda.